# Aporrhiza
Genre
Aporrhiza est un genre de plantes de la famille des Sapindaceae.

## Liste des espèces
Selon Catalogue of Life (14 avril 2018) :
- Aporrhiza lastoursvillensis Pellegr.
- Aporrhiza le-testui Pellegr.
- Aporrhiza multijuga Gilg
- Aporrhiza paniculata Radlk.
- Aporrhiza talbotii E. G. Baker
- Aporrhiza tessmannii Gilg ex Radlk.
- Aporrhiza urophylla Gilg